# Michael Madsen
Michael Søren Madsen (Chicago, 25 settembre 1957 – Malibù, 3 luglio 2025) è stato un attore statunitense.
Conosciuto per essere stato uno degli attori-feticcio di Quentin Tarantino, lavorò col regista in Le iene (1992), Kill Bill (Volume 1, 2003, e Volume 2, 2004), The Hateful Eight (2015) e C'era una volta a... Hollywood (2019).

## Biografia

### Origini

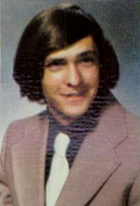
Michael Madsen nel 1975

Michael Madsen nacque a Chicago, in Illinois, il 25 settembre 1957, figlio dell'autrice Elaine Loretta Melson, di origini irlandesi e native americane, e di Calvin Christian Madsen, un pompiere figlio di immigrati danesi, nonché fratello maggiore dell'attrice Virginia Madsen. I suoi divorziarono poi negli anni Sessanta.

### Inizi
Con il Chicago's Steppenwolf Theatre svolse la sua prova di attore più seria riuscendo poi a lavorare anche a fianco di attori del calibro di John Malkovich. Poco a poco Madsen iniziò a lavorare per il grande schermo: nel 1983 in Wargames - Giochi di guerra; l'anno successivo, a fianco di Robert Redford, Robert Duvall e Glenn Close in Il migliore.
Nel 1991 partecipò al film-biografia di Oliver Stone, The Doors, al fianco di Val Kilmer e Meg Ryan, nonché al successo di Thelma & Louise, nel quale recitò con Susan Sarandon, Geena Davis e Brad Pitt. Venne poi scoperto da Quentin Tarantino nel film di John Dahl Uccidimi due volte, nel quale interpretò il ruolo di un killer psicopatico.

### Successo

Michael Madsen nel 2009

La sua consacrazione arrivò nel 1992 quando interpretò il sadico malvivente Mr. Blonde nel film Le iene, esordio alla regia di Quentin Tarantino. Con questo ruolo a fianco di attori del calibro di Harvey Keitel, Steve Buscemi e Tim Roth, Michael Madsen si affermò nel suo ruolo cult diventando quindi l'attore-icona dell'assassino psicopatico per eccellenza. Fu però il ruolo del cattivo che lo contrassegnò nel corso della carriera, dimostrandolo con Getaway e Donnie Brasco (in cui affiancò Al Pacino e Johnny Depp).
Tuttavia grazie al suo eclettismo poté interpretare ruoli anche molto diversi, come l'amorevole padre di Jesse nella trilogia di Free Willy - Un amico da salvare, il funzionario dell'NSA in La morte può attendere e il cacciatore di alieni in Specie mortale (1995) e nel seguito Species II (1998). Nel 2001 fece parte del cast del video di Michael Jackson You Rock My World, in cui erano presenti anche Marlon Brando e Chris Tucker. Sempre nel 2001 prestò la sua voce al personaggio Toni Cipriani in Grand Theft Auto III; tuttavia, non doppiò il medesimo personaggio in Grand Theft Auto: Liberty City Stories.

Nel 2003, Tarantino lo diresse nel ruolo di Budd, il fratello di Bill in Kill Bill. Nel 2005 lavorò con Robert Rodriguez nel ruolo del poliziotto corrotto Bob in Sin City, e con Jan Kounen nello psico-western tratto da un romanzo di Jean Giraud, Blueberry, sempre nel ruolo dell'assassino pazzo Wallace Sebastian Bount. Prese poi parte al film Scary Movie 4, interpretando la parodia del ruolo di Tim Robbins in La guerra dei mondi di Steven Spielberg.
Madsen apparve poi nel video musicale di As Long As You Love Me di Justin Bieber, nel videogioco Call of Duty: Black Ops II e nel videoclip ufficiale di Obsession della cantante Sky Ferreira. 
Nel 2014 l'attore apparve nel film italiano Non escludo il ritorno. Nel 2015 Quentin Tarantino lo diresse nuovamente nel suo ottavo film The Hateful Eight, affidandogli il ruolo del misterioso mandriano Joe Gage.

### Morte
È morto in seguito a un arresto cardiaco nella sua abitazione a Malibù in California il 3 luglio 2025 a 67 anni. Fu ritrovato privo di sensi dai paramedici e dichiarato morto alle 8:25 del mattino ora locale. Giorni dopo il medico legale confermò che la causa della morte fu una crisi respiratoria con malattia cardiovascolare e alcolismo come fattori contribuenti.

## Vita privata
Dopo un primo matrimonio con l'attrice Georganne LaPiere, si sposò nuovamente nel 1991 con l'attrice Jeannine Bisignano da cui ebbe due figli: Christian (1990), anche lui attore, e Max (1994). La coppia divorziò nel 1995. Nel 1996 si sposò per la terza volta con l'attrice DeAnna Morgan da cui ebbe altri tre figli: Hudson Lee (1995-2022), Calvin Michael (1997) e Luke Ray (2005). Nel 2014 acquistò una casa a Fallo, un piccolo paese in provincia di Chieti alle pendici della Maiella.
Nella notte fra il 9 e il 10 marzo 2012 fu arrestato nella sua casa di Malibù per presunta violenza sul figlio minorenne. L'attore era visibilmente sotto l'influenza di alcol e pare che il motivo della lite fosse l'uso di sostanze cannabinoidi da parte del figlio. Venne nuovamente arrestato nell'agosto 2024 per violenza domestica e liberato dietro cauzione di 20000 $.

## Filmografia parziale

### Attore

#### Cinema

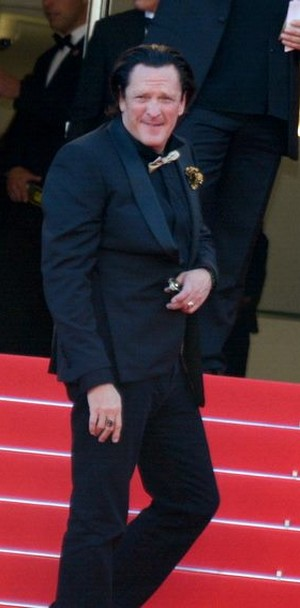
Michael Madsen al Festival di Cannes 2014

- Against All Hope, regia di Edward T. McDougal (1982)
- Wargames - Giochi di guerra (WarGames), regia di John Badham (1983)
- In gara con la luna (Racing with the Moon), regia di Richard Benjamin (1984)
- Il migliore (The Natural), regia di Barry Levinson (1984)
- Armato per uccidere (The Killing Time), regia di Rick King (1987)
- Iguana, regia di Monte Hellman (1988)
- Melanie (Shadows in the Storm), regia di Terrell Tannen (1989)
- Uccidimi due volte (Kill Me Again), regia di John Dahl (1989)
- The Doors, regia di Oliver Stone (1991)
- Thelma & Louise, regia di Ridley Scott (1991)
- Le iene (Reservoir Dogs), regia di Quentin Tarantino (1992)
- Linea diretta - Un'occasione unica (Straight Talk), regia di Barnet Kellman (1992)
- L'infiltrato (Beyond The Law), regia di Larry Ferguson (1992)
- Harry e Kit (Trouble Bound), regia di Jeffrey Reiner (1993)
- Free Willy - Un amico da salvare (Free Willy), regia di Simon Wincer (1993)
- Milionario per caso (Money for Nothing), regia di Ramón Menéndez (1993)
- La casa sulle colline (A House in the Hills), regia di Ken Wiederhorn (1993)
- Getaway (The Getaway), regia di Roger Donaldson (1994)
- Combinazione finale (Dead Connection), regia di Nigel Dick (1994)
- Wyatt Earp, regia di Lawrence Kasdan (1994)
- Specie mortale (Species), regia di Roger Donaldson (1995)
- Free Willy 2 (Free Willy 2: The Adventure Home), regia di Dwight H. Little (1995)
- La resa dei conti (Man with a Gun), regia di David Wyles (1995)
- Scomodi omicidi (Mulholland Falls), regia di Lee Tamahori (1996)
- Uomini spietati (The Last Days of Frankie the Fly) (1996)
- Donnie Brasco, regia di Mike Newell (1997)
- Scelte pericolose (The Maker) (1997)
- Trappola per il presidente (Executive Target), regia di Joseph Merhi (1997)
- Species II, regia di Peter Medak (1998)
- Detour - La svolta (Detour), regia di Joey Travolta (1998)
- Surface to Air, regia di Rodney MacDonald (1998)
- The Sender, regia di Richard Pepin (1998)
- Los Angeles - Cannes solo andata (Ballad of the Nightingale), regia di Guy Greville-Morris (1999)
- Partita col destino (The Florentine), regia di Nick Stagliano (1999)
- Il sostituto (The Alternate), regia di Sam Firstenberg (2000)
- Ispettore Hughes: furto d'identità (Inspectors 2: A Shred of Evidence), regia di Brad Turner (2000)
- In pericolo di vita (The Stray), regia di Kevin Moch (2000)
- Fall - Il prezzo del silenzio (Fall), regia di Daniel Baldwin (2001)
- L.A.P.D. - Linea spezzata (L.A.P.D.: To Protect and to Serve), regia di Ed Anders (2001)
- Una famiglia in trappola (Pressure Point), regia di Eric Weston (2001)
- Extreme Honor, regia di Steven Rush (2001)
- Agente 007 - La morte può attendere (Die Another Day), regia di Lee Tamahori (2002)
- La figlia del mio capo (My Boss's Daughter), regia di David Zucker (2003)
- Kill Bill: Volume 1 (Kill Bill: Vol. 1), regia di Quentin Tarantino (2003)
- Blueberry, regia di Jan Kounen (2004)
- Kill Bill: Volume 2, regia di Quentin Tarantino (2004)
- Smatyvay udochki, regia di Oleg Stepchenko (2004)
- Sin City, regia di Robert Rodriguez (2005)
- Chasing Ghosts, regia di Kyle Dean Jackson e Alan Pao (2005)
- BloodRayne, regia di Uwe Boll (2005)
- Scary Movie 4, regia di David Zucker (2006)
- Living & Dying, regia di Jon Keeyes (2007)
- Boarding Gate, regia di Olivier Assayas (2007)
- Hell Ride, regia di Larry Bishop (2008)
- Last Hour, regia di Pascal Caubet (2008)
- Vice, regia di Raul Inglis (2008)
- Break, regia di Marc Clebanoff (2008)
- No Bad Days, regia di David Murphy (2008)
- 45 R.P.M., regia di Dave Schultz (2008)
- Deep Winter, regia di Mikey Hilb (2008)
- You Might as Well Live, regia di Simon Ennis (2009)
- Clear Lake, WI, regia di Brian Ide (2009)
- A Way with Murder, regia di Dan Neira (2009)
- Road of No Return, regia di Parviz Saghizadeh (2009)
- Hired Gun, regia di Brad Jurjens (2009)
- L'incredibile gara (Shannon's Rainbow), regia di Frank E. Johnson (2009)
- Put, regia di Vladimir Pasichnik (2009)
- Outrage, regia di Ace Cruz (2009)
- Serbian Scars, regia di Brent Huff (2009)
- Lost in the Woods, regia di Jim Wynorski (2009)
- Chamaco, regia di Miguel Necoechea (2009)
- Creepshow Raw: Insomnia, regia di Wilmer Valderrama – cortometraggio (2009)
- The Bleeding, regia di Charlie Picerni (2009)
- Ligeia, regia di Michael Staininger (2009)
- Christmas Crash, regia di Terry Ingram (2009)
- Dead Man Running, regia di Darren Doane (2009)
- Terror Trap, regia di Dan Garcia (2010)
- Federal, regia di Erik de Castro (2010)
- The Brazen Bull, regia di Douglas Elford-Argent (2010)
- The Killing Jar - Situazione critica (The Killing Jar), regia di Mark Young (2010)
- L'amore non è un crimine (Loosies), regia di Michael Corrente (2011)
- Eldorado, regia di Richard Driscoll (2012)
- Vento di Sicilia (Sins Expiation), regia di Carlo Fusco (2012)
- Terrible Angels, regia di Anthony Pierce (2013)
- 2047 - Sights of Death, regia di Alessandro Capone (2014)
- Hope Lost, regia di David Petrucci (2014)
- Non escludo il ritorno, regia di Stefano Calvagna (2014)
- The Hateful Eight, regia di Quentin Tarantino (2015)
- The Broken Key, regia di Louis Nero (2017)
- Trading Paint - Oltre la leggenda (Trading Paint), regia di Karzan Kader (2019)
- C'era una volta a... Hollywood (Once Upon a Time in... Hollywood), regia di Quentin Tarantino (2019)
- Shark Season, regia di Jared Cohn (2020)
- American Night, regia di Alessio Della Valle (2021)
- Ladri di Natale (Christmas Thieves), regia di Francesco Cinquemani (2021)

#### Televisione
- A cuore aperto (St. Elsewhere) – serie TV, episodi 1x14-1x15 (1982)
- New York New York (Cagney & Lacey) – serie TV, episodio 4x02 (1984)
- Miami Vice – serie TV, episodio 1x11 (1984)
- I viaggiatori delle tenebre (The Hitchhiker) – serie TV, episodio 2x08 (1985)
- L'onore della famiglia (Our Family Honor) – serie TV, 13 episodi (1985-1986)
- Crime Story – serie TV, episodi 1x04-1x05 (1986)
- Ricordi di guerra (War and Remembrance), regia di Dan Curtis – miniserie TV (1988)
- Quasi adulti (Almost Grown) – serie TV, episodio 1x05 (1989)
- Due come noi (Jake and the Fatman) – serie TV, episodio 2x11 (1989)
- Vietnam addio (Tour of Duty) – serie TV, episodio 2x06 (1989)
- In viaggio nel tempo (Quantum Leap) – serie TV, episodio 2x08 (1989)
- Brillantina (The Outsiders) – serie TV, episodio 1x12 (1990)
- La legge di Bird (Gabriel's Fire) – serie TV, episodio 1x16 (1991)
- Crimine d'amore (Baby Snatcher), regia di Joyce Chopra – film TV (1992)
- L'infiltrato (Beyond the Law), regia di Larry Ferguson – film TV (1993)
- Mr. Chapel (Vengeance Unlimited) – serie TV, 16 episodi (1998-1999)
- Dalla parte del nemico (Supreme Sanction), regia di John Terlesky – film TV (1999)
- Ispettore Hughes: furto d'identità (The Inspectors 2: A Shred of Evidence), regia di Brad Turner – film TV (2000)
- Sacrifice - Indagini sporche (Sacrifice), regia di Mark L. Lester – film TV (2000)
- 44 Minutes: The North Hollywood Shoot-Out, regia di Yves Simoneau – film TV (2003)
- The Lab (Frankenstein), regia di Marcus Nispel – film TV (2004)
- Croc - Caccia al Predatore (Croc), regia di Stewart Raffill – film TV (2007)
- Crash and Burn - Dannatamente veloci (Crash and Burn), regia di Russell Mulcahy –film TV (2008)
- CSI: Miami – serie TV, episodio 8x16 (2010)
- 24 – serie TV, 4 episodi (2010)
- Piranhaconda, regia di Jim Wynorski – film TV (2012)
- Blue Bloods – serie TV, episodio 3x01 (2012)
- The Mob Doctor – serie TV, episodi 1x09-1x10-1x12 (2012)
- Golden Boy – serie TV, episodi 1x12-1x13 (2013)
- Hawaii Five-0 – serie TV, episodio 4x14 (2014)
- Big Time in Hollywood, FL – serie TV, 5 episodi (2015)
- Real Detective – serie TV, episodio 1x03 (2016)
- Powers – serie TV, 10 episodi (2016)
- L'ossessione di Jamie (The Wrong Neighbor), regia di Sam Irwin – film TV (2017)
- Megalodon, regia di James Thomas – film TV (2018)

### Doppiatore
- Grand Theft Auto III - videogioco (2001)
- Le cronache di Narnia - Il leone, la strega e l'armadio (The Chronicles of Narnia: The Lion, the Witch and the Wardrobe), regia di Andrew Adamson (2005)
- Yakuza - videogioco (2006)
- Lanterna Verde: Prima missione (Green Lantern: First Flight), regia di Lauren Montgomery (2009) – Kilowog
- Arctic - Un'avventura glaciale (Arctic Dogs), regia di Aaron Woodley (2019)
- The Walking Dead (2013) - videogioco
- Call of Duty: Black Ops II - videogioco (2013)
- Crime Boss: Rockay City - videogioco (2023)

### Regista
- The Visit - Un incontro ravvicinato (2015)

### Webserie e cortometraggi
- Batman: Morire è facile (2021)

## Doppiatori italiani
Nelle versioni in italiano delle opere in cui ha recitato, Michael Madsen è stato doppiato da: 
- Francesco Pannofino in Uccidimi due volte, Donnie Brasco, La figlia del mio capo, Kill Bill: Volume 1, Kill Bill: Volume 2, Sin City, Big Time in Hollywood, FL
- Massimo Corvo in Specie mortale, Species II, Sacrifice - Indagini sporche, BloodRayne, Hawaii Five-0, The Mob Doctor
- Roberto Pedicini in Linea diretta - Un'occasione unica, Free Willy - Un amico da salvare, Free Willy 2, Non escludo il ritorno, Trading Paint - Oltre la leggenda
- Stefano De Sando in Milionario per caso, Mr. Chapel, 24, Blueberry, Road of No Return
- Mario Cordova in Miami Vice, Thelma e Louise, Una famiglia in trappola, La morte può attendere
- Saverio Moriones in The Doors, Uomini spietati, L.A.P.D. - Linea spezzata
- Paolo Buglioni in Le iene, Chamaco, Blue Bloods
- Ivo De Palma in Dishonored, Dishonored: Le streghe di Brigmore, Dishonored: Il Pugnale di Dunwall
- Sergio Di Stefano in Il migliore, Trappola per il presidente
- Pasquale Anselmo in In viaggio nel tempo, Crash and Burn - Dannatamente veloci
- Carlo Valli in La casa sulle colline, CSI: Miami, L'ossessione di Jamie
- Claudio Fattoretto in Wyatt Earp, Scomodi omicidi
- Mario Bombardieri in Onore estremo, Living and Dying
- Christian Iansante in 2047 - Sights of Death, The Broken Key
- Fabrizio Pucci in The Hateful Eight, C'era una volta a... Hollywood
- Roberto Draghetti in Scary Movie 4, Golden Boy
- Saverio Garbarino in L'onore della famiglia
- Maurizio Reti in L'infiltrato
- Stefano Benassi in Getaway
- Stefano Mondini ne Il prezzo della fortuna
- Vittorio Guerrieri in Dalla parte del nemico
- Saverio Indrio in Fall - Il prezzo del silenzio
- Maurizio Scattorin in 44 Minutes: The North Hollywood Shoot-Out
- Alberto Olivero in The Lab
- Massimo Lodolo in Chasing Ghosts
- Roberto Stocchi in Croc - Caccia al predatore
- Giorgio Locuratolo in L'incredibile gara
- Alessandro Rossi in Powers
- Riccardo Lombardo in Megalodon
- Gino La Monica in American Night
- Dario Oppido in The Visit - Un incontro ravvicinato
- Gianluca Tusco in Ladri di Natale

Da doppiatore è sostituito da:
- Roberto Draghetti in Le cronache di Narnia: il leone, la strega e l'armadio
- Pietro Ubaldi in Lanterna Verde - Prima missione
- Saverio Indrio in Arctic - Un'avventura glaciale